# Rừng Bohemia

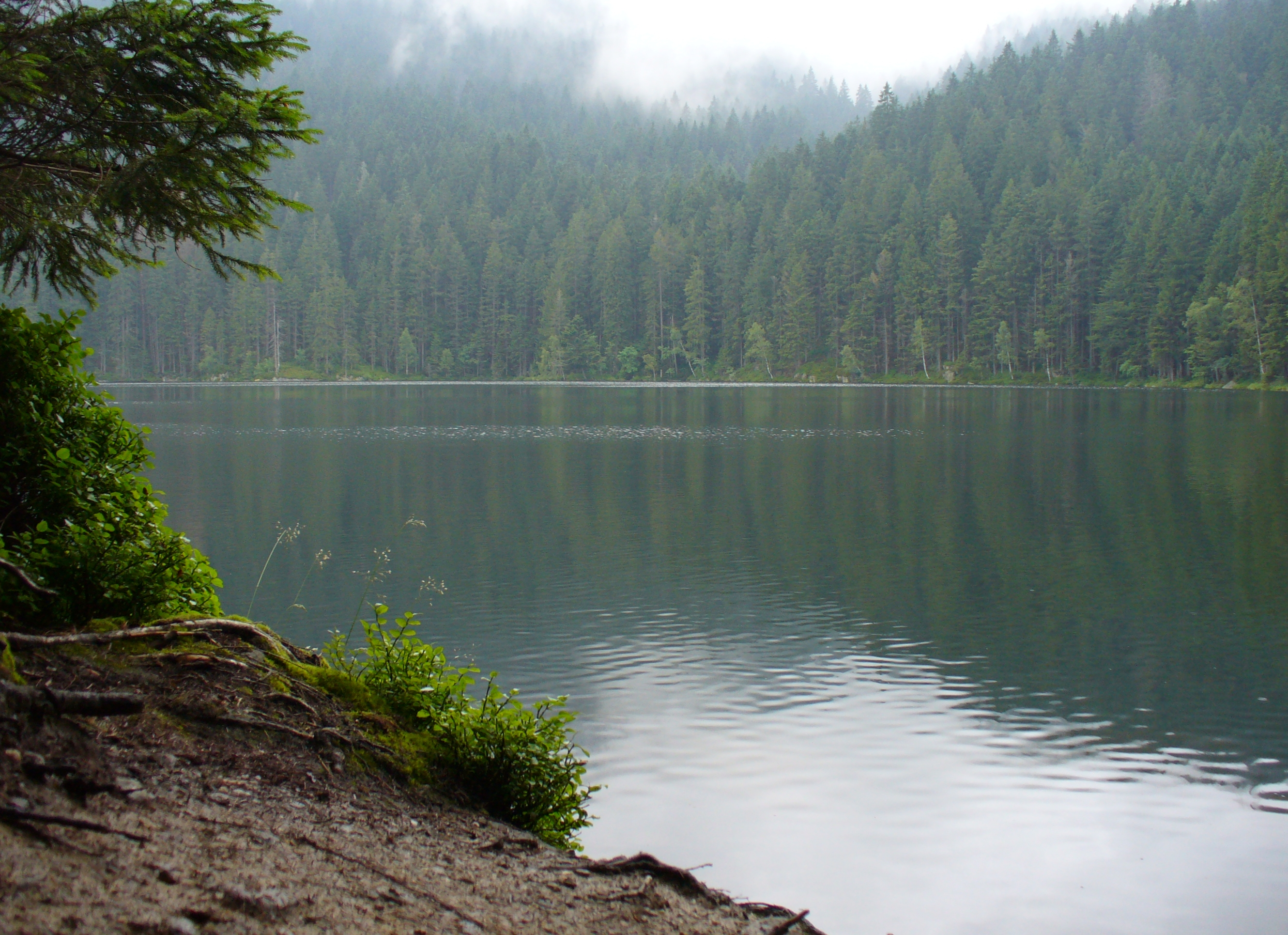
Čertovo jezero (Hồ Devil)

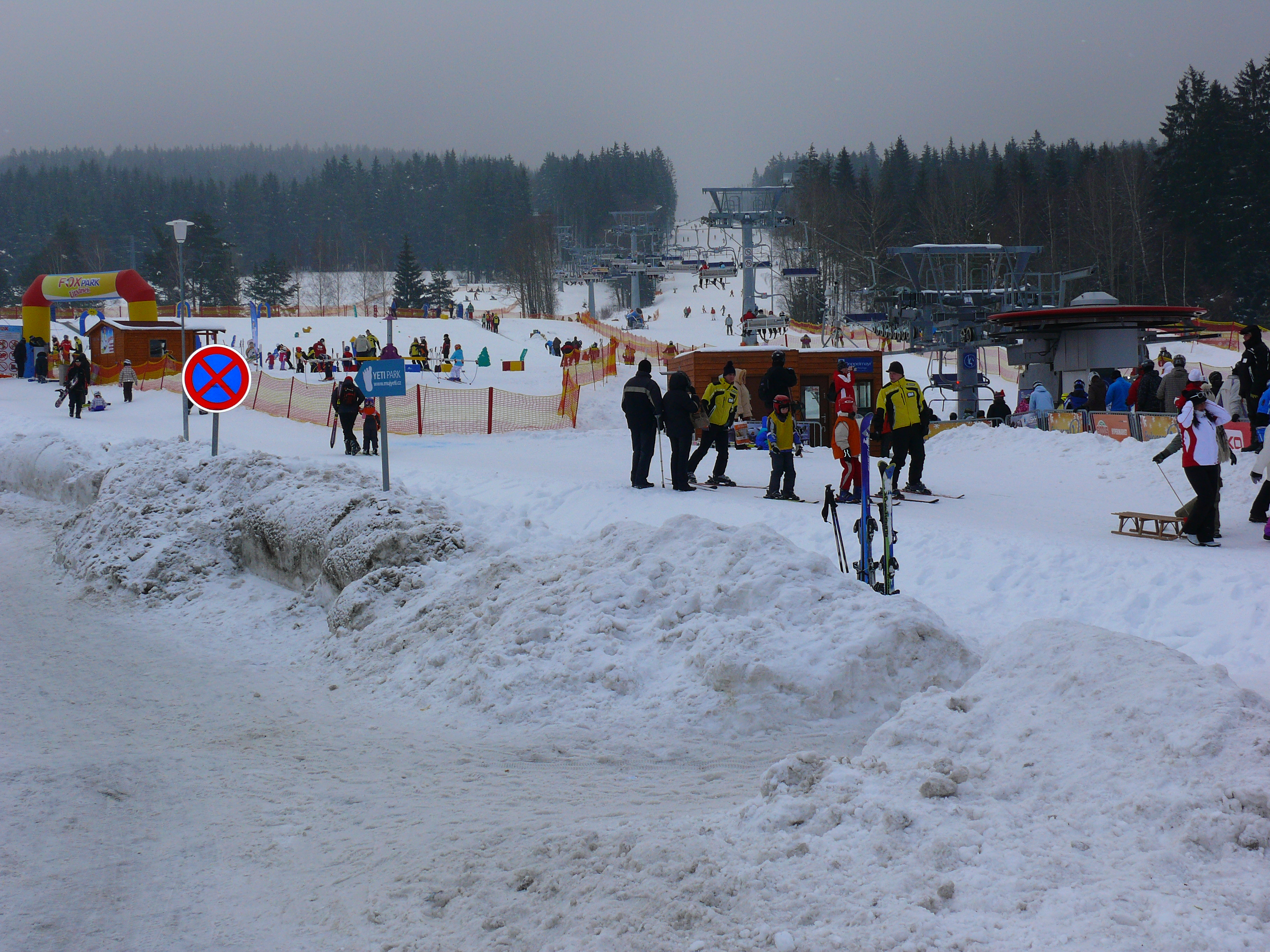
Khu đi ski Séc tại Šumava

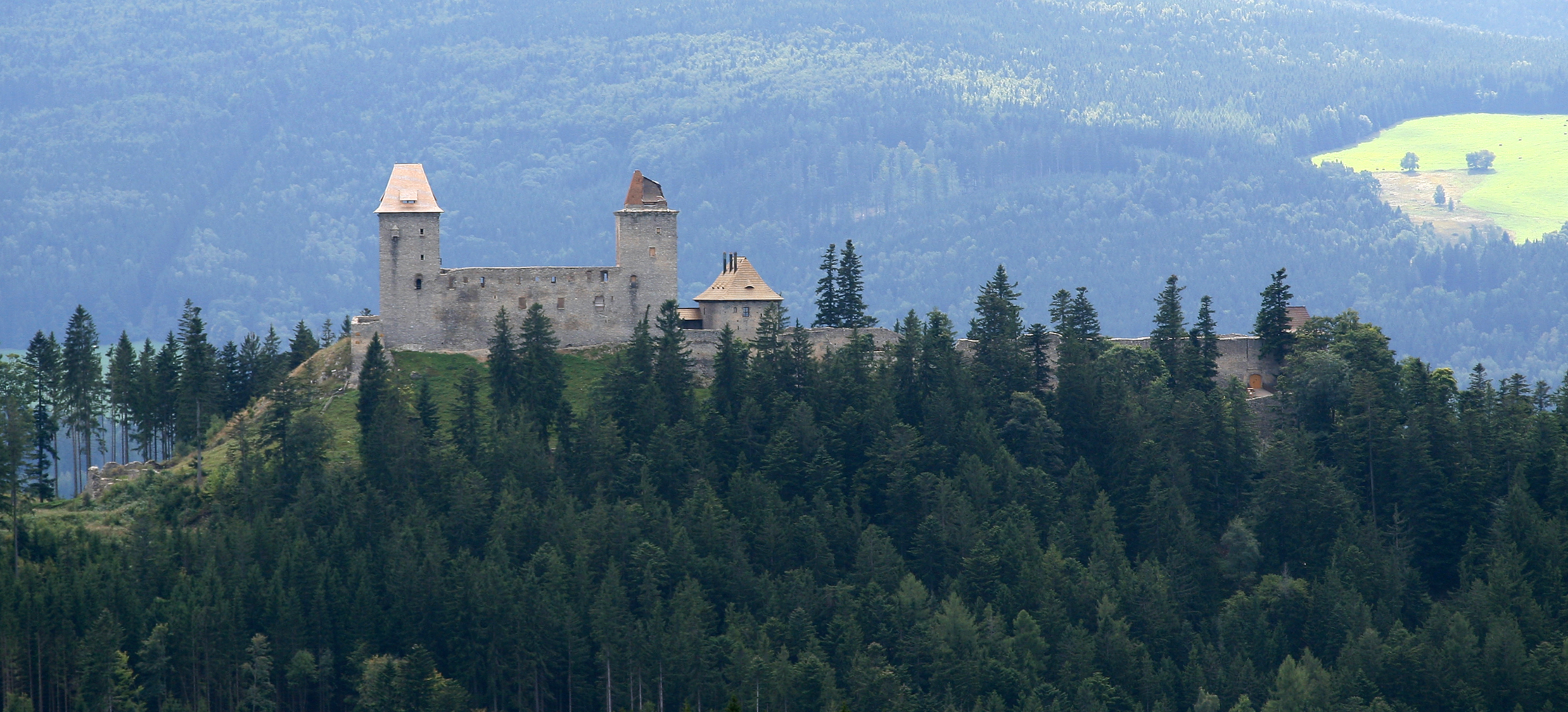
Lâu đài Kašperk

Rừng Bohemia, (tiếng Séc: Šumava, tiếng Đức: Böhmerwald) là phần rừng bên Cộng hòa Séc thuộc một dãy núi thấp ở Trung Âu. Dãy núi này trải dài (120 km) từ vùng Plzeň và Nam Bohemia ở Cộng hòa Séc tới Áo và bang Bayern ở Đức, chỗ rộng nhất dài đến 50 km. Nó tạo thành một biên giới tự nhiên giữa Cộng hòa Séc ở một bên và Đức và Áo ở phía bên kia. Phần bên Đức được gọi là Rừng Bayern (Bayerischer Wald). Ngọn núi cao nhất ở dãy núi này là ngọn Großer Arber, cao 1456 m.